# Odri
Odri (makedonsky: Одри, albánsky: Odër) je vesnice v Severní Makedonii. Nachází se v opštině Tearce v Položském regionu.

## Geografie
Odri se nachází v oblasti Položská kotlina, na severovýchodních svazích pohoří Šar Planina. Od města Tetovo je vzdálené 18 km.

## Historie
Obec je poprvé zmíněna v osmanských daňových rejstřících nemuslimského obyvatelstva z let 1626/27, kde je zaznamenána jako vesnice se 70 domácnostmi.
Podle záznamů Vasila Kančova z roku 1900 žilo ve vesnici 210 Makedonců a 110 Albánců.

## Demografie
Podle sčítání lidu z roku 2021 žije ve vesnici 1 175 obyvatel.
| Rok          | 1900 | 1948 | 1953 | 1961 | 1971 | 1981 | 1994 | 2002 | 2021 |
| ------------ | ---- | ---- | ---- | ---- | ---- | ---- | ---- | ---- | ---- |
| Obyvatelstvo | 320  | 1246 | 1338 | 1363 | 1716 | 2040 | 1608 | 1739 | 1175 |